# Ziemia Dampiera
Ziemia Dampiera (ang. Dampier Peninsula) – półwysep w północno-zachodniej Australii, w stanie Australia Zachodnia. Od zachodu i północy oblewa go Ocean Indyjski, a od wschodu Zatoka Królewska (King Sound). U nasady półwyspu, na południowy zachód od niego położone jest miasto Broome.
Nazwa półwyspu upamiętnia angielskiego żeglarza Williama Dampiera, który wylądował tu w 1688 roku.